# 後獸下綱
後獸下綱（学名：Metatheria）是一个包含有袋类及其已灭绝的旁系近亲的演化支，依其学名作者湯瑪斯·亨利·赫胥黎在1880年的定义，本下纲包含了所有比胎盘类更接近有袋类的物种，是真兽下纲的姐妹群，而有袋类就是后兽下纲的冠群。
早期分类法中将其称为后兽亚纲，直接置于哺乳纲之下，后来厘清演化关系，置于兽亚纲之下，称后兽下纲。